# Minnie egér
Minnie egér (Minnie Mouse) rajzfilmfiguráját a Disney rajzfilmjei tettek világszerte ismertté. Mickey egér barátnője, Daisy kacsa és Clarabel barátja.

## Minnie egér a tévében
- 1928: Willie gőzhajó (Steamboat Willie)
- 1928: A Galloping Gaucho
- 1929: A Barn Dance
- 1929: A bolond repülő (Plane Crazy)
- 1929: When the Cat's Away
- 1929: The Plow Boy
- 1929: The Karnival Kid
- 1929: Mickey's Follies
- 1929: Mickey's Choo-Choo
- 1929: Wild Waves
- 1930: The Cactus Kid
- 1930: The Fire Fighters
- 1930: The Shindig
- 1930: The Gorilla Mystery
- 1930: The Picnic
- 1930: Pioneer Days
- 1931: The Birthday Party
- 1931: Traffic Troubles
- 1931: The Delivery Boy
- 1931: Mickey Steps Out
- 1931: Blue Rhythm
- 1931: The Barnyard Broadcast
- 1931: The Beach Party
- 1931: Mickey Cuts Up
- 1931: Mickey's Orphans
- 1932: The Grocery Boy
- 1932: The Barnyard Olympics
- 1932: Mickey's Revue
- 1932: Musical Farmer
- 1932: Mickey in Arabia
- 1932: Mickey's Nightmare
- 1932: The Whoopee Party
- 1932: Touchdown Mickey
- 1932: The Wayward Canary
- 1932: The Klondike Kid
- 1933: Building a Building
- 1933: Mickey's Pal Pluto
- 1933: Mickey's Mellerdrammer
- 1933: Ye Olden Days
- 1933: The Mail Pilot
- 1933: Mickey's Mechanical Man
- 1933: Mickey's Gala Premier
- 1933: Puppy Love
- 1933: The Steeplechase
- 1933: The Pet Store
- 1934: Shanghaied
- 1934: Camping Out
- 1934: Mickey's Steam Roller
- 1934: Two-Gun Mickey
- 1934: On Ice '
- 1936: Mickey's Rival
- 1937: Hawaiian Holiday
- 1938: Miki hajót épít (Boat Builders)
- 1938: A vitéz szabóegér (Brave Little Tailor)
- 1939: Mickey's Surprise Party
- 1941: A kis forgószél (The Little Whirlwind)
- 1941: The Nifty Nineties
- 1942: Mickey's Birthday Party
- 1944: First Aiders
- 1946: Bath Day
- 1947: Figaro and Frankie
- 1947: Mickey's Delayed Date
- 1949: Pluto's Sweater
- 1950: Pluto and the Gopher
- 1952: Pluto's Christmas Tree
- 1955: The Mickey Mouse Club
- 1983: Mickey egér: Karácsonyi ének (Mickey's Christmas Carol)
- 1995: Runaway Brain
- 1999: Mickey egér – Volt egyszer egy karácsony (Mickey's Once Upon a Christmas)
- 1999: Mickey egér művek (Mickey Mouse Works)
- 2001: Mickey egér klubja (Disney's House of Mouse)
- 2004: Mickey egér – A három muskétás (Mickey, Donald, Goofy: The Three Musketeers)
- 2004: Mickey egér – Volt kétszer egy karácsony (Mickey's Twice Upon a Christmas)
- 2006: Mickey egér játszótere (Mickey Mouse Clubhouse)
- 2011: Minnie masni boltja (Minnie's Bow-Toons)
- 2013: Lóra! (Get a Horse!)
- 2013: Mickey egér (Mickey Mouse)
- 2017: Mickey és az autóversenyzők (Mickey and the Roadster Racers)